# 奧斯庫
奧斯庫（波斯語：‎，羅馬化：Oskū）是伊朗的城市，位於該國西北部薩漢德山西北面，由東亞塞拜然省負責管轄，海拔高度1,579米，2006年人口16,140，居民大多是什葉派。